# Sonja Biserko
Sonja Biserko (serb. Соња Бисерко; ur. 14 lutego 1948 w Belgradzie) – serbska pisarka, ekonomistka i dyplomatka, działaczka społeczna.

## Życiorys
Jest córką dyplomaty Đuro narodowości serbskiej  i Chorwatki Mariji. Ukończyła studia na wydziale ekonomicznym Uniwersytetu w Belgradzie. Początkowo pracowała w przedsiębiorstwie handlu zagranicznego, skąd przeniosła się do ministerstwa spraw zagranicznych. W latach 80. XX w. pracowała w ambasadzie jugosłowiańskiej w Londynie, a następnie w przedstawicielstwie jugosłowiańskim przy ONZ w Genewie. W 1991 zrezygnowała z pracy w dyplomacji na znak protestu przeciwko polityce Slobodana Miloševicia. W tym samym roku w Genewie zorganizowała spotkanie działaczy opozycyjnych wobec Miloševicia.  W roku 1994 założyła Komitet Praw Człowieka w Serbii i stanęła na jego czele. Organizacja zajmowała się dokumentacją zbrodni wojennych, działała także w obronie osób prześladowanych politycznie. W latach 90. Biserko działała na rzecz dialogu między Serbami i Albańczykami w Kosowie.
W kwietniu 1997 wystąpiła na konferencji zorganizowanej przez University of California w Berkeley, przedstawiając rolę, jaką odegrały serbskie media w przygotowaniach do wojny i ludobójstwa w byłej Jugosławii. W czasie debaty w Parlamencie Europejskim dotyczącej współpracy i dialogu na Bałkanach, przekonywała zebranych, że serbska elita polityczna pozostawała zakładnikiem mitu Wielkiej Serbii i teorii głoszącej, że Serbia jest ofiarą międzynarodowego spisku. Byłą zwolenniczką ścisłej współpracy władz Serbii z Międzynarodowym Trybunałem Karnym dla byłej Jugosławii, uznając to za obowiązek moralny.
Działalność Sonji Biserko została uznana przez ugrupowania nacjonalistyczne za zdradę Serbii. W roku 2008 działacze organizacji Pokret 1989 (Ruch 1989) zorganizowali protest przed siedzibą Komitetu Praw Człowieka w Serbii, wykrzykując obraźliwe hasła przeciwko działaczom Komitetu i pozostawiając tablice z namalowanymi swastykami w pobliżu budynku. Komitet otrzymywał także listy z pogróżkami, samej Soni Biserko grożono w nich śmiercią.
Biserko jest autorką ponad 140 publikacji, poświęconych masakrze w Srebrenicy, a także innym zbrodniom w czasie wojny w b. Jugosławii. Zajmowała się także dokumentacją działań podjętych przez Serbski Kościół Prawosławny i Serbską Akademię Nauk i Sztuk w propagowaniu serbskiego nacjonalizmu i ekstremizmu. W 2014 była przedstawicielką ONZ do prowadzenia śledztwa w sprawie zbrodni przeciwko ludzkości popełnionych w Korei Północnej.

## Nagrody i wyróżnienia
Sonja Biserko jest laureatką kilkunastu nagród za swoją działalność. W roku 1994 otrzymała nagrodę przyznawaną przez nowojorski komitet prawników zajmujących się prawami człowieka. W 2009 została uhonorowaną nagrodą przyznawaną przez miasto Weimar, a rok później nagrodą za działalność w zakresie praw człowieka przyznawaną przez Uniwersytet w Oslo. W 2010 otrzymała honorowe obywatelstwo Sarajewa. W tym samym roku została odznaczona chorwackim Orderem Księcia Trpimira.

## Wybrane publikacje
- 1993: Yugoslavia. Collapse, war, crimes
- 1996: In the name of humanity. Collection of documents
- 2004: Srbija na Orijentu